# 延喜儀式
延喜儀式（えんぎぎしき）は、平安時代前期延喜年間に編纂されたとされる儀式。
通説によれば、延喜年間に延喜格式と並行して編纂が行われたとされ、『本朝法家目録文書』及び『本朝書籍目録』によれば、ともに10巻とし、前者には約90条の目録を掲げているが、『北山抄』・『江家次第』・『中右記』などにその逸文とされるものが記載されており、藤原俊憲の『貫首秘抄』でも職事が持つべき書として挙げている。
だが、実際に『延喜儀式』が朝廷の儀礼など用いられた事が確認できる記録が無く、逸文の初出も延喜年間より100年以上も経た『北山抄』であり、その後は院政期の書物に限られる事から、延喜年間に編纂されたものの『貞観儀式』（『儀式』）の部分的手直しに過ぎないとする説や、完成したが施行されなかったとする説、未完成に終わったとする説、更には延喜期の編纂ではなく11世紀までに成立した延喜期の儀礼に関する記録が儀式と看做された説などが諸説に分かれている。
従って現時点で明らかであるのは、平安時代の後期には延喜年間に編纂あるいは記録に由来を持つ『延喜儀式』という儀式（書物）が存在して、先例として重んじられていたということである。